# GAZ Valdai
- La cabina tiene capacidad para tres personas o seis con la versión de cabina doble.

El GAZ-3310 Valdai (en ruso: Валдай) es un camión de plataforma de clase media (categoría N2 MCV) producido anteriormente desde finales de 2004 hasta 2015 en la Gorkovsky Avtomobilny Zavod en Rusia. Se diferencia del vehículo comercial ligero "GAZelle" en que requiere una licencia de conducir de categoría C. La producción del camión finalizó en diciembre de 2015. En 2020, se lanzó una nueva generación del Valdai, llamada Valdai NEXT.

## Historia de la fabricación

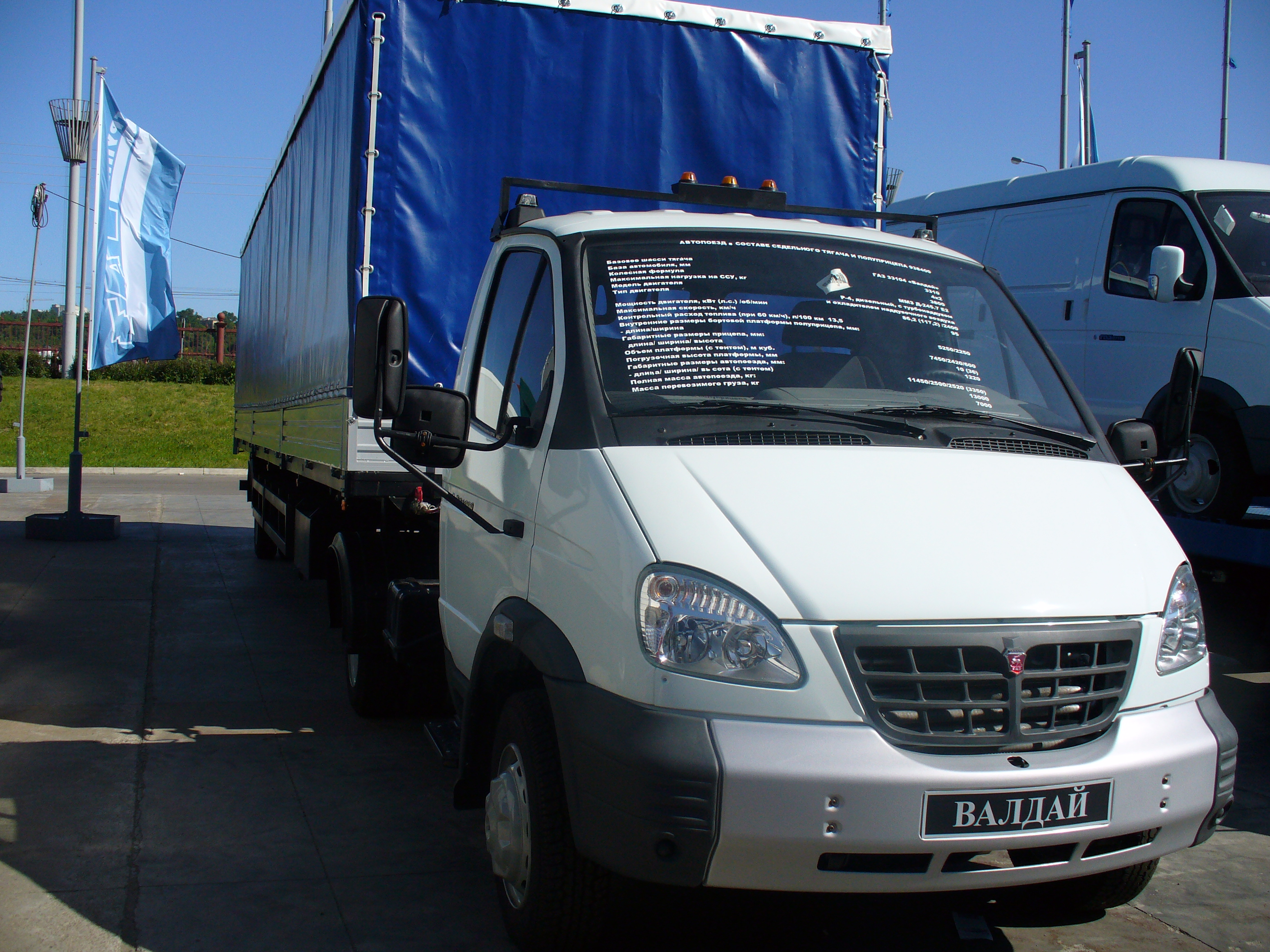
GAZ-33104V

El camión fue desarrollado durante la década de 1990. El camión se encuentra por encima de la furgoneta GAZelle y por debajo de la GAZ-3307 en términos de tamaño. Mecánicamente, también es una mezcla de estos vehículos. Como tal, el chasis, la suspensión y los ejes se derivan del camión GAZ-3307, mientras que la cabina proviene de la camioneta GAZelle. La cabina es muy similar a la de la furgoneta, sobre todo en cuanto a la forma, pero tiene algunas desviaciones que se pueden utilizar para distinguir los vehículos. El GAZ-3310 tiene una parrilla más grande y otros espejos retrovisores que no están pintados en el color de la cabina. Además, el vehículo cuenta con dos escalones para el embarque, uno más que el GAZelle. La forma de las puertas también fue ligeramente variada.
En la primera generación de vehículos a partir de 2003/04, se utilizaron motores diésel de fabricación rusa, concretamente el modelo MMZ-D245 E2. A partir de 2010, los camiones fueron equipados con motores importados de Cummins Engine. Hay versiones con cabina simple o extendida, el número de asientos (incluido el conductor) es de tres o seis. Además, se ofrecieron dos chasis diferentes, la variante estándar con una distancia entre ejes de 3310 milímetros y un modelo extendido con 4000 milímetros. El sistema de dirección fue suministrado por ZF Friedrichshafen. Desde 2010, el motor ha sido diseñado para un kilometraje máximo de 500.000 kilómetros.
A finales de diciembre de 2015 con el último camión se produjo "Valdai". Fue reemplazado por un nuevo camión de reparto urbano de 5 toneladas GAZon NEXT City con ruedas de perfil bajo y baja altura de carga, cuya producción se lanzó a mediados de 2015.

## GAZ-3310 Valdai

### Versiones

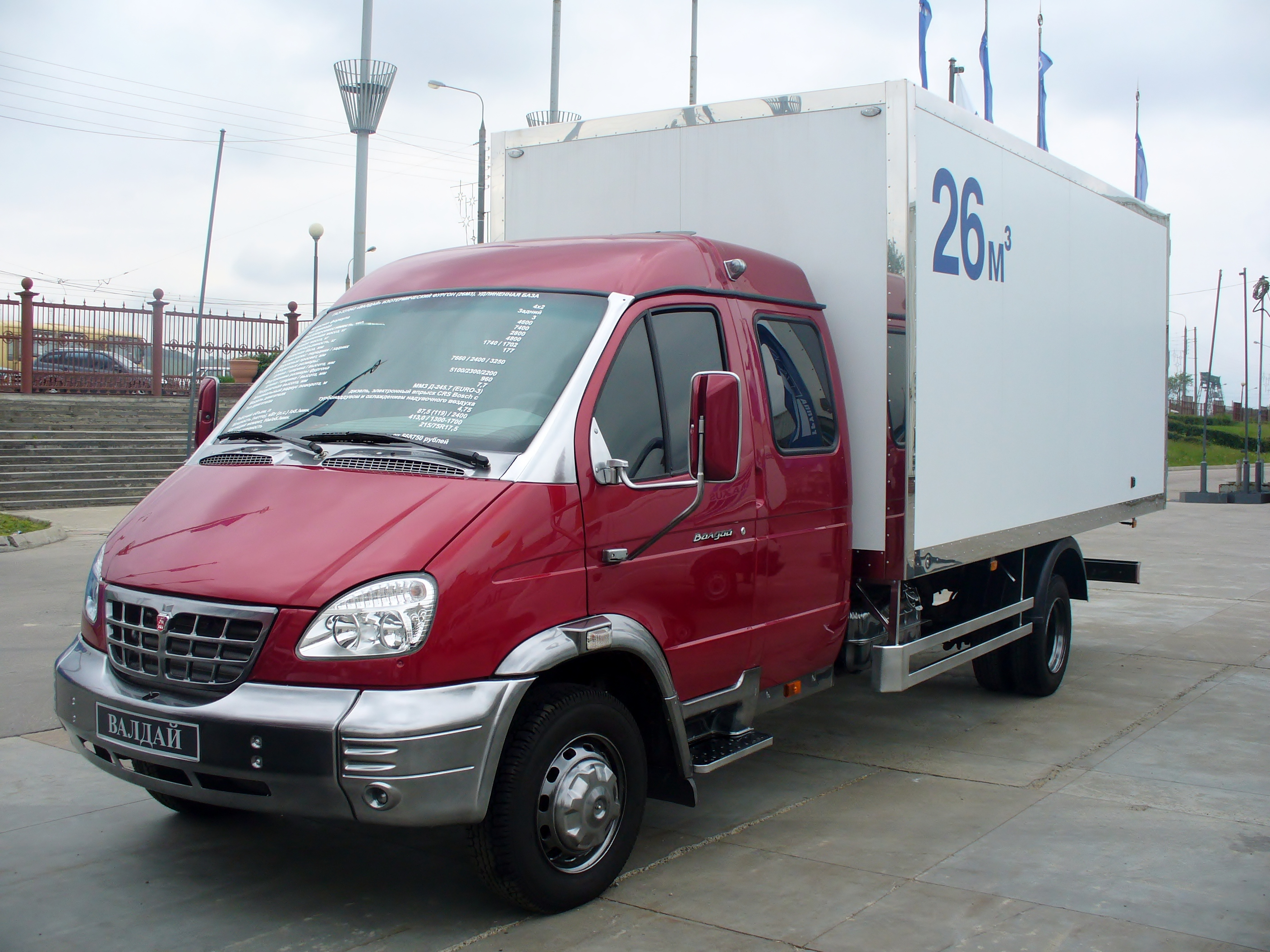
GAZ Valdai con cabina doble (diferentes acabados cromados)

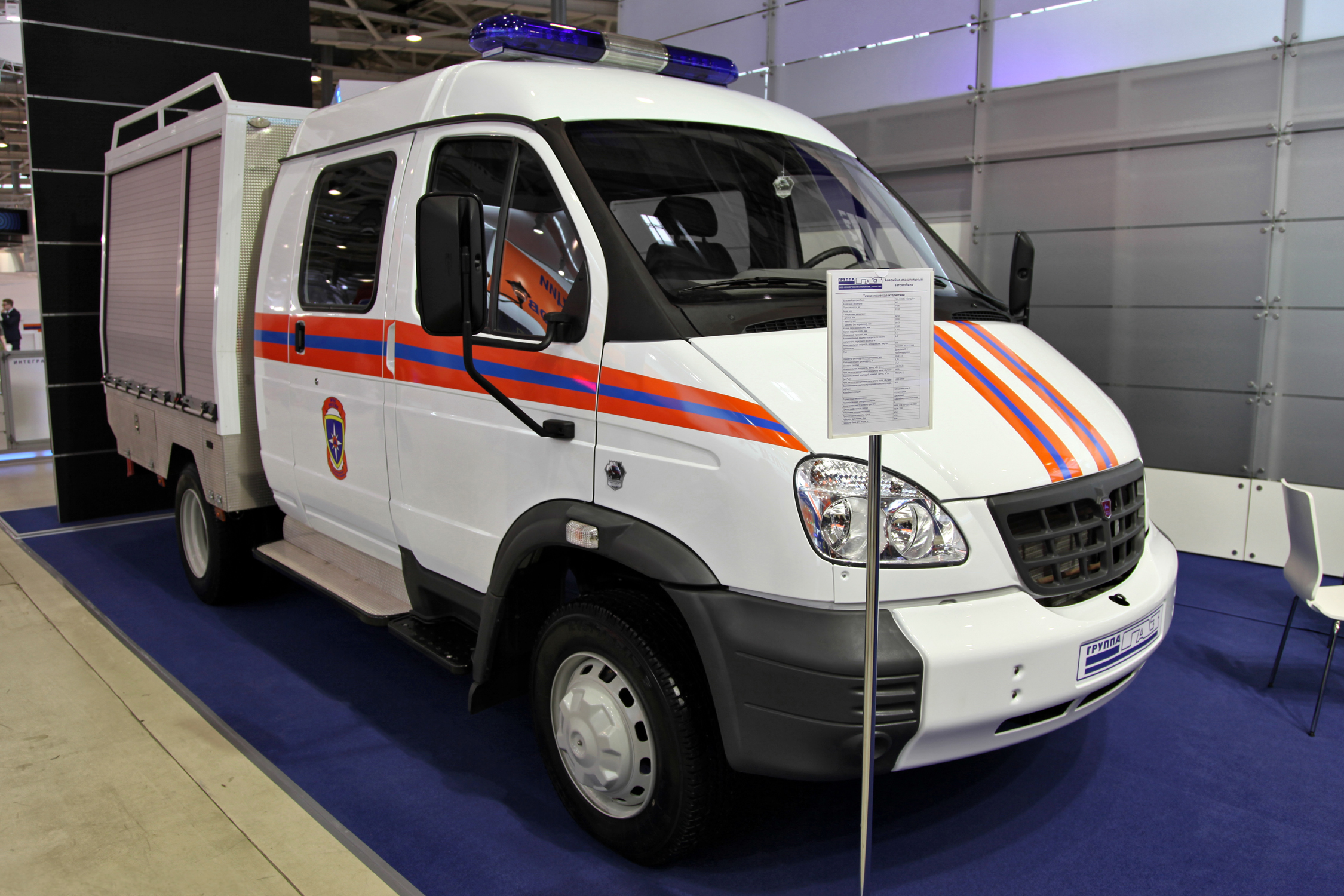
EMERCOM GAZ Valdai con cabina extendida de tres puertas

| Versión     | Descripción |
| ----------- | --- |
| GAZ-3310    | versión básica con turbodiésel GAZ-562 (3,13 litros, 150 CV, 420 N • m), no de producción comercial |
| GAZ-33101   | turbodiésel de base larga y GAZ-562, no de producción comercial |
| GAZ-33104   | turbodiésel MMZ D-245.7E3 (Euro-3), hasta 2008 D-245.7E2 (Euro-2) |
| GAZ-331041  | base larga y turbodiésel MMZ D-245.7E3 (Euro-3), hasta 2008 D-245.7E2 (Euro-2) |
| GAZ-331042  | base larga y turbodiésel MMZ D-245.7E3 (Euro-3), hasta 2008 - D-245.7E2 (Euro-2) |
| GAZ-331043  | base larga, doble cabina y turbodiésel MMP-245.7E3 (Euro-3), hasta 2008 - D-245.7E2 (Euro-2) |
| GAZ-33106   | turbo diesel Cummins ISF (3,76 L, 152 CV potencia máxima, MKM = 491 Nm, Euro-3). En serie desde noviembre de 2010, la versión de exportación listada anteriormente fue el Cummins 3.9 turbo diesel 140 CIV (3.9 L, 141 hp, 446 N • m, Euro-4) |
| GAZ-331061  | turbodiésel de base larga Cummins ISF, anteriormente 3.9 140 CIV |
| GAZ-331063  | Cummins ISF de base larga, doble cabina y turbodiésel, anteriormente 3.9 140 CIV |
| GAZ-33104V  | tractor (fabricado por Chaika-Service) diseñado para trabajar con semirremolques de plataforma |
| GAZ-43483   | versión experimental con chasis de suspensión reforzada y una MMA de 8,5 toneladas, así como una cabina doble |
| SAZ-2505    | camión con autovolquete sobre chasis GAZ-33104, capacidad de carrocería 3,78 m³, capacidad de 3 toneladas |
| SAZ-2505-10 | camión con autovolquete de tres vías basado en GAZ-33104, volumen de la carrocería 5m³, capacidad 3,18 m |
| SAZ-3414    | tractor diseñado para trabajar con el semi-SAZ-9414 (hecho bajo pedido) |

### Especificaciones (finales de 2010)
- La cabina tiene capacidad para tres personas o seis con la versión de cabina doble.

### GAZ-33104
- Motor - MMZ D-245.7E-3
- Tipo de motor: motor diésel de 4 cilindros en línea y 4 tiempos con inyección directa de combustible refrigerada por líquido, turboalimentada e intercooler.
- Cilindrada, 4,75 litros
- Relación de compresión - 15:1
- Potencia nominal kW - 119 hp @ 2400rpm
- Par máximo - 420Nm @ 1400rpm
- Peso vestido - 3545 kg
- Peso bruto - 7400 kg
- Capacidad de carga - 4 toneladas
- Velocidad máxima - 95 km/h
- Tiempo de aceleración a 80 km/h - 45s
- Consumo medio de combustible, l/100 km
  - a una velocidad de 60 km/h - 13
  - a una velocidad de 80 km/h - 18

### GAZ-33106
- Motor - Cummins ISF
- Tipo de motor: motor diésel de 4 cilindros en línea, 4 tiempos, refrigerado por líquido, turboalimentado e intercooler, inyección directa de combustible.
- Cilindrada, 3,76 litros
- Potencia nominal kW 112 hp @ 2600rpm
- Par máximo - 491 hp @ 1200-1900rpm
- Peso vestido - 3350 kg
- Peso bruto - 7400 kg
- Velocidad máxima - 105 km/h
- Tiempo de aceleración a 80 km/h - 40s
- Consumo medio de combustible, l/100 km
  - a una velocidad de 60 km/h - 12
  - a una velocidad de 80 km/h - 15

## Valdai NEXT

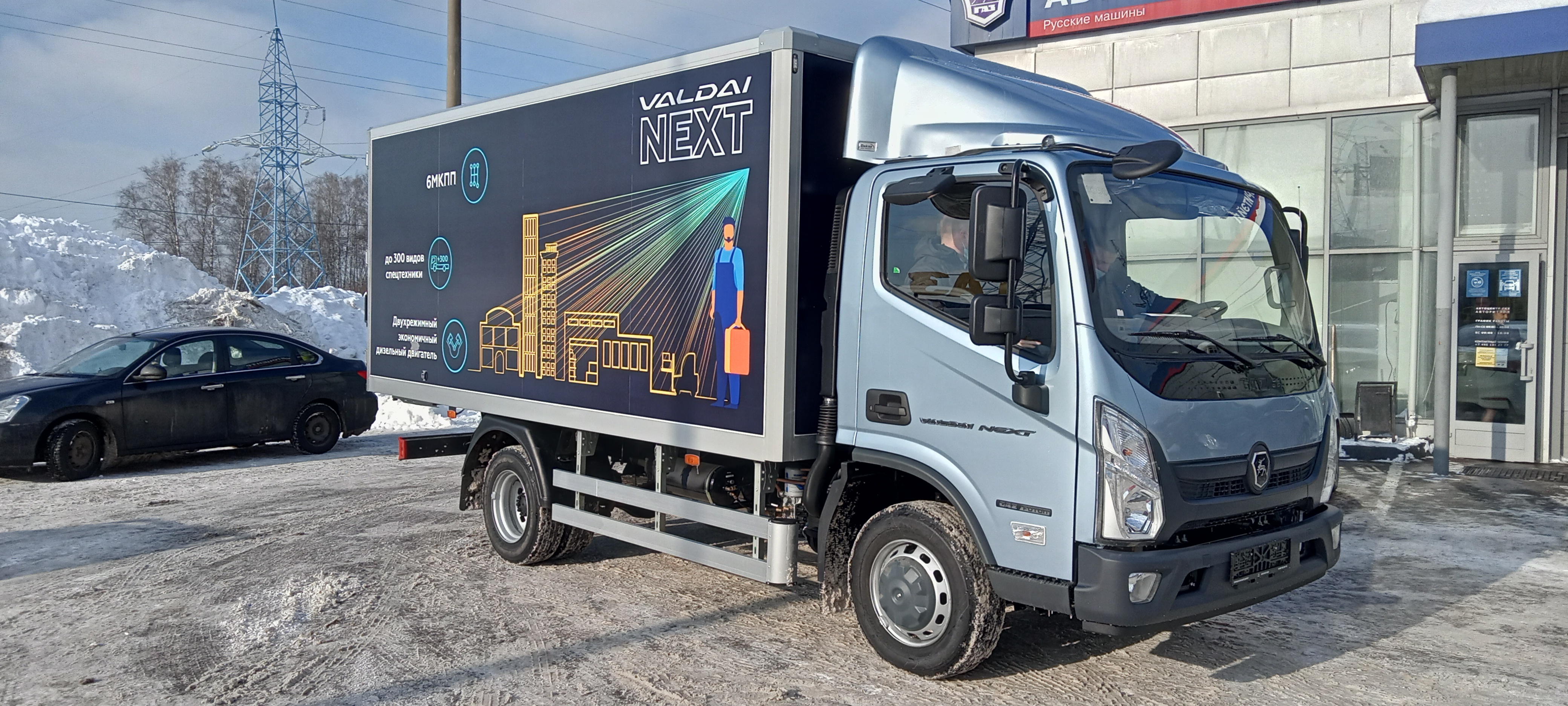
Valdai NEXT

El Valdai NEXT se lanzó en 2020. El chasis y los ejes se tomaron parcialmente de la primera generación, sin embargo, la cabina y el interior se tomaron del modelo chino Foton Ollin.

### Especificaciones
- Motor — Cummins ISF
- Tipo de motor: motor diésel en línea, de 4 cilindros y 4 tiempos con refrigeración líquida, turbocompresor e intercooler, con inyección directa de combustible.
- Cilindrada, l — 2.8
- Relación de compresión — s.f.
- Potencia nominal kW (hp) / (rpm) - 111 (133) / 3400
- Par máximo, N m / (rpm) - 353 / 1200-1900
- Peso en vacío, kg - 3350
- Peso bruto, kg - 6700
- Velocidad máxima, km/h - 110
- Tiempo de aceleración a 80 km / h, segundos - 40
- Consumo medio de combustible, l / 100 km (según GOST 20306-90)
  - a una velocidad de 60 km/h - 12
  - a una velocidad de 80 km/h - 15